# Village Vanguard
Le Village Vanguard est un célèbre club de jazz de New York aux États-Unis situé au 178 de la Septième avenue (au niveau de la 11e rue) dans le quartier de Greenwich Village. Il est fondé en 1935 par Max Gordon (en) et accueillera les plus grands jazzmen, d'Albert Nicholas à Wynton Marsalis en passant par Sonny Rollins, John Coltrane, Dexter Gordon, Bill Evans, etc., certains y enregistreront des sessions qui ont marqué l'histoire du jazz .

## Historique

### Débuts
Le cabaret Vanguard ("L'Avant-garde") ouvre le 26 février 1934 à l'angle de Charles Street et Greenwich Avenue. Son propriétaire, Max Gordon,, souhaite consacrer ce lieu à la poésie et aux artistes, ainsi qu'à des concerts. Mais les installations sommaires ne sont pas conformes aux réglementations, et il ne parvient pas à obtenir sa licence : « Je savais que pour ouvrir un cabaret j'aurais dû trouver un autre endroit, avec deux toilettes, deux sorties de secours, à plus de cinquante mètres d'une église, d'une synagogue ou d'une école, et pour moins de cent dollars de location ». Il cherche un nouveau lieu et loue pour 85 dollars par mois le Golden Triangle, un ancien bar clandestin au 178 de la Septième Avenue qui doit son nom à la forme de la salle en triangle isocèle, fermé depuis deux ans pour travaux. Il le rebaptise Village Vanguard, et ouvre ses portes le 22 février 1935,.
Comme le Vanguard de Charles Street, le Village Vanguard est consacré à la poésie-performance et à la musique folk. Au cours des années 1930 et 1940, les spectateurs néo-bohème viennent y écouter les lectures de poètes comme Eli Siegel (en), Maxwell Bodenheim (en) ou Harry Kemp (en), des jeunes acteurs viennent y faire leur début comme Judy Holliday, Adolph Green, Betty Comden, Woody Allen, de jeunes musiciens et chanteurs y font leurs premiers spectacles comme Burl Ives, Josh White, Leadbelly, Irwin Corey, Dick Gregory, Lenny Bruce, Eartha Kitt, Pearl Bailey, Josephine Premice (en), Harry Belafonte, Pete Seeger, etc,,. On vient aussi y parler de politique. Les concerts de jazz se tiennent l'après-midi et le dimanche, avec Albert Nicholas, Lester Young,  Dexter Gordon ou Ben Webster, pour un prix d'entrée de 50 cents. Même si le jazz n'est pas la principale activité du lieu, des musiciens comme Sidney Bechet, Una Mae Carlisle, Art Hodes ou Mary Lou Williams viennent s'y produire devant un public de plus en plus important. Avec l'intérêt croissant des spectateurs et notamment des étudiants et des artistes du quartier, le jazz devient prédominant dans les spectacles du Village Vanguard. En 1940 est formé un trio résident avec le pianiste Eddie Heywood, Zutty Singleton à la batterie, et Jimmy Hamilton au  saxophone.

### Un temple du jazz
Max Gordon revoit alors progressivement sa politique de programmation et à partir de 1957 le jazz va remplacer tous les autres spectacles. Il y invite Miles Davis, Horace Silver, Gerry Mulligan, le Modern Jazz Quartet, Jimmy Giuffre, Anita O’Day, Charlie Mingus, Bill Evans, Stan Getz, Carmen McRae. 
Thelonious Monk, pianiste alors peu connu, va y lancer sa carrière avec le soutien de Lorraine Gordon (en), la femme de Max. Pendant les années 1950 le Village Vanguard devient le plus célèbre des clubs de jazz de Manhattan. Le Thad Jones/Mel Lewis Orchestra devient le Vanguard Jazz Orchestra, et va y jouer tous les lundis soir de 1966 à 1990,.
Lorraine Gordon ferme le Village Vanguard en 1989 au lendemain de la mort de Max Gordon, puis le rouvre un jour plus tard, ; elle continue à diriger le club, qui est resté inchangé depuis lors, jusqu'à sa mort en juin 2018, avec sa fille Deborah et le régisseur Jed Eisenman,,,.

## Enregistrements au Village Vanguard

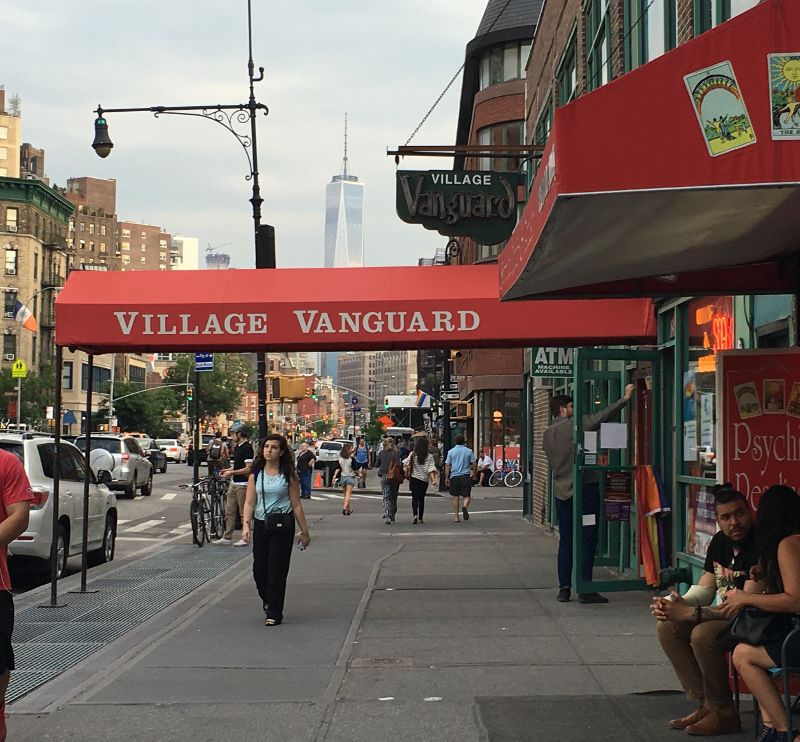
Le Village Vanguard en 2016

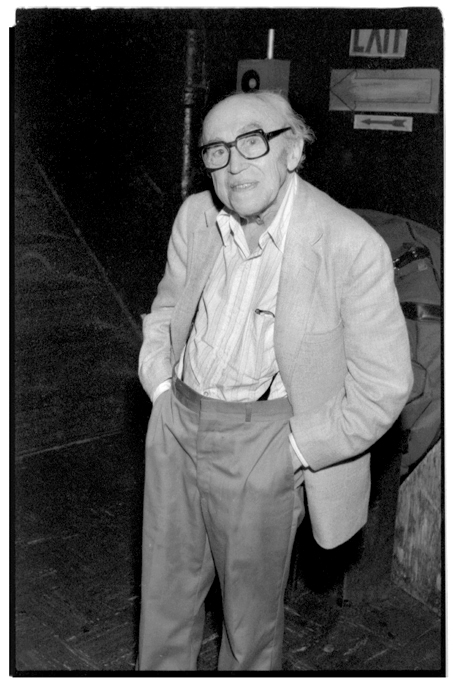
Max Gordon en 1983

Le Vanguard a contribué à lancer de nombreuses carrières et certains des enregistrements qui s'y sont produits sont considérés comme des chefs-d’œuvre, sous des labels de prestige comme Impulse! ou Blue Note ce qui en fait un club de renommée internationale. 
Sonny Rollins y enregistre trois LP lors d'un concert le 3 novembre 1957, qui vont marquer la naissance du mouvement hard bop. Parmi les albums célèbres se trouvent encore ceux de Gerry Mulligan en 1960, John Coltrane et Bill Evans en 1961, Cannonball Adderley en 1962, Roland Kirk en 1970, Art Pepper en 1977, Tommy Flanagan en 1986, ou Wynton Marsalis avec sept albums en 1999. 
Martial Solal est le premier pianiste à y enregistrer en piano solo (et le deuxième à y jouer en solo toute une semaine, après Fred Hersch).

### Liste d'enregistrements notoires
- 2008 : Martial Solal, Live at the Village Vanguard, CamJazz.
- 2007 : Chris Potter, Follow the Red Line: Live at the Village Vanguard, Sunnyside.
- 2007 : Bill Charlap, Live at the Village Vanguard, Blue Note.
- 1999 : Chucho Valdés, Live at The Village Vanguard, Blue Note.
- 1999 : Wynton Marsalis, Live at the Village Vanguard, Sony.
- 1998 : Brad Mehldau, Live at the Village Vanguard, The Art of the Trio Volume Two, Warner.
- 1989 : The Harper Brothers, Remembrance: Live at the Village Vanguard, Verve
- 1986 : Tommy Flanagan, Nights at the Vanguard, Uptown
- 1984 : Michel Petrucciani, Live at the Village Vanguard, Blue Note.
- 1977 : Art Pepper, Thursday Night at the Village Vanguard, Contemporary.
- 1976 : Dexter Gordon, Homecoming: Live at the Village Vanguard, Sony.
- 1970 : Roland Kirk, Rahsaan Rahsaan, Atlantic.
- 1970 : Betty Carter, Betty Carter at the Village Vanguard, Verve.
- 1967 : John Coltrane, Live at the Village Vanguard Again!, Impulse!
- 1963 : John Coltrane, Impressions, Impulse!
- 1962 : Cannonball Adderley : The Cannonball Adderley Sextet in New York, Riverside.
- 1961 : John Coltrane, The Complete 1961 Village Vanguard Recordings.
- 1961 : John Coltrane, Live at the Village Vanguard, Impulse!
- 1961 : Bill Evans, Sunday at the Village Vanguard, Riverside.
- 1961 : Gerry Mulligan : Gerry Mulligan and the Concert Jazz Band at the Village Vanguard, Verve.
- 1957 : Sonny Rollins, A Night at the Village Vanguard, Blue Note.